# Sipho Mchunu
Sipho Mchunu (né en 1951 à Kranskop en Afrique du Sud) est un musicien sud-africain, guitariste, percussionniste et chanteur, connu pour sa participation dans le groupe de musique zouloue fondé avec Johnny Clegg dans les années 1970, Juluka, mais également dans le second groupe formé par celui-ci, et nommé Savuka, qui lui a vu le jour dans les années 1980.

## Biographie
Sa rencontre avec Johnny Clegg à Johannesburg en 1969 leur a permis de mélanger deux styles de musique, occidentale et zouloue traditionnelle, et aussi de témoigner de l'amitié entre un blanc et un noir, dans un contexte d'Apartheid. Les compositions de Sipho Mchunu ont contribué à la reconnaissance de la musique zouloue en Afrique du Sud et dans le monde entier.